# 吉娜·麥卡錫

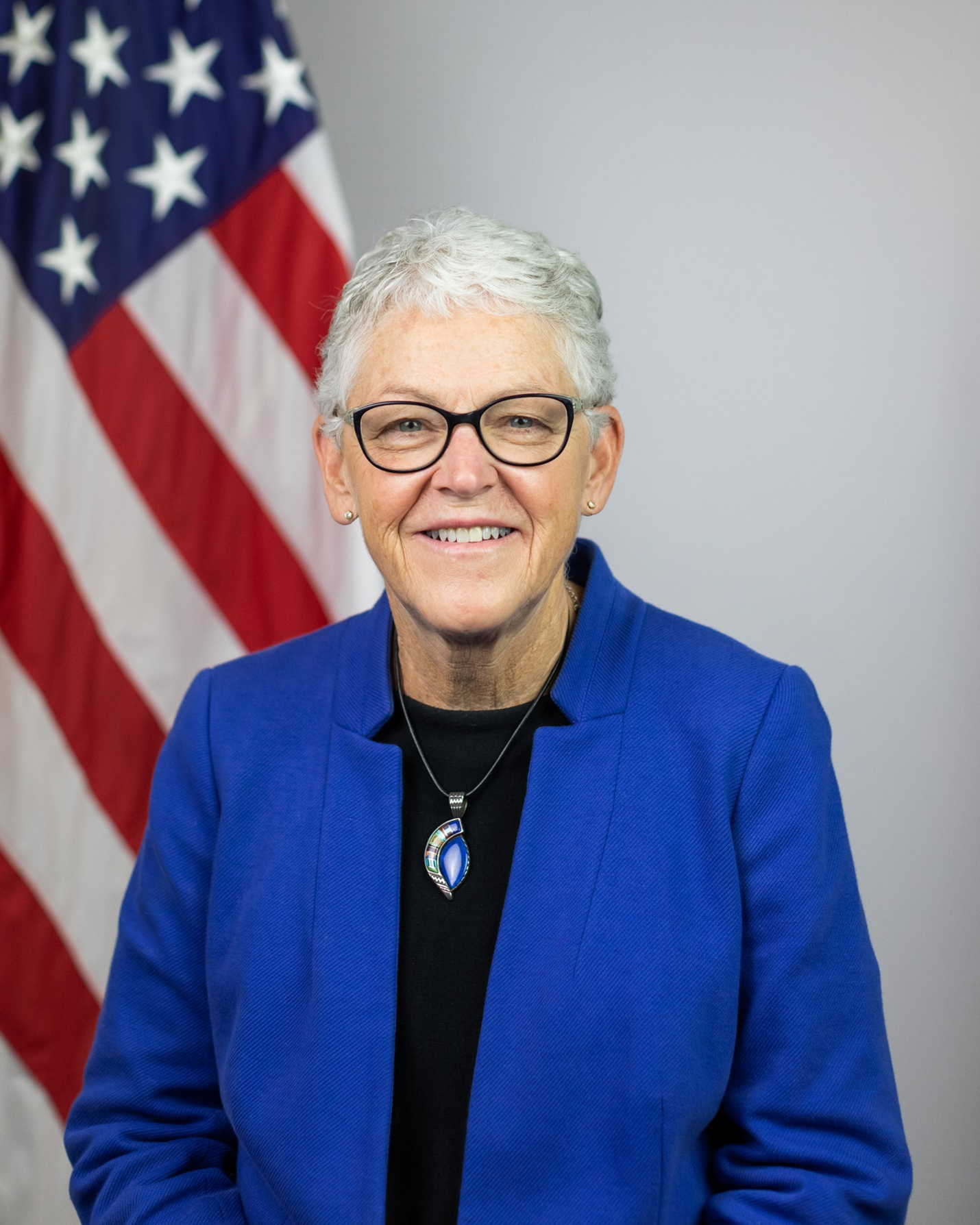
吉娜·麥卡錫

吉娜·麥卡錫（英語：Gina McCarthy，1954年5月3日—），是美國空氣質量專家，從2021年至2022年擔任首任白宮國家氣候顧問。在擔任國家氣候顧問之前，她在2013年至2017年期間擔任第十三任環境保護局局長。
麥卡錫是馬薩諸塞州本地人，她持有麻薩諸塞大學波士頓分校和塔夫茨大學的學位。作為一名馬薩諸塞州政府的公務員，她在各種環境職務上有豐富經驗，曾擔任馬薩諸塞州州長的環境顧問。在2009年加入環境保護局之前，她在2004年至2009年期間擔任康涅狄格州環境保護部專員。
2013年3月4日，美國總統巴拉克·歐巴馬提名麥卡錫接替麗莎·傑克遜擔任美國環保署署長。她經歷了一個確認聽證會，該聽證會於2013年4月11日開始。最終，在2013年7月18日，經過創紀錄的136天確認程序，麥卡錫成功獲得確認，成為奧巴馬政府全球暖化和氣候變化倡議的代言人。
2020年初，麥卡錫擔任自然資源保護委員會的主席兼首席執行官。
然而，2020年12月18日，當選總統喬·拜登宣布任命麥卡錫擔任首任白宮國家氣候顧問。她的職責是向拜登總統提供國內氣候變化政策方面的建議，同時負責領導白宮國內氣候政策辦公室。作為總統的任命人選，麥卡錫於2021年1月20日正式加入拜登政府。然而，麥卡錫於2022年9月16日辭去了她的職務。

## 個人生活
麥卡錫與肯尼思·麥卡里結婚，並育有三個成年子女。在擔任環境保護局的職位期間，她的丈夫居住在馬薩諸塞州，但經常會在華盛頓與她共度數週的時間。此外，麥卡錫是《Barefoot Contessa》烹飪節目的粉絲。